# Evgenij Korolëv
Evgenij Evgen'evič Korolëv, accreditato come Evgeny Korolev dalla ATP (in russo Евгений Евгеньевич Королёв?; Mosca, 14 febbraio 1988), è un ex tennista kazako, fino al 2010 russo.
Raggiunge il suo best ranking in singolare il 22 febbraio 2011 con la 46ª posizione; nel doppio divenne, il 22 marzo 2010, il 113º del ranking ATP.
In carriera in singolare, è riuscito a conquistare cinque tornei challenger e quattro tornei futures. Il miglior risultato ottenuto in singolare è, tuttavia, la finale nel Delray Beach International Tennis Championships 2009, torneo che fa parte dell'ATP World Tour 250 series; in quell'occasione, dopo aver superato il torneo di qualificazione, venne sconfitto dallo statunitense Mardy Fish con il punteggio di 7-5, 6-3.  In doppio, ha ottenuto la vittoria finale in due tornei challenger e quattro futures.
Ha fatto parte della squadra kazaka di Coppa Davis.

## Statistiche

### Singolare

#### Vittorie (0)
| Legenda                   |
| Grande Slam (0)           |
| ATP World Tour Finals (0) |
| ATP Masters 1000 (0)      |
| ATP World Tour 500 (0)    |
| ATP World Tour 250 (0)    |
| Challengers (5)           |
| Futures (4)               |

| Numero | Data              | Torneo                              | Superficie  | Sfidante in finale  | Punteggio        |
| 1.     | 19 settembre 2004 | Germany F16 2004, Friedberg         | Terra rossa | Marius Zay          | 6-2, 6-2         |
| 2.     | 10 aprile 2005    | France F7 2005, Angers              | Terra rossa | Mathieu Montcourt   | 5-7, 6-3, 7–6(3) |
| 3.     | 23 luglio 2005    | Austria F6 2005, Kramsach           | Terra rossa | Armin Sandbichler   | 7–6(1), 6-0      |
| 4.     | 18 settembre 2005 | France F13 2005, Mulhouse           | Cemento     | Philipp Hammer      | 6-4, 6-3         |
| 1.     | 6 novembre 2005   | Lambertz Open by STAWAG, Aquisgrana | Sintetico   | Raemon Sluiter      | 6-3, 7–6(7)      |
| 2.     | 5 settembre 2006  | Düsseldorf Open, Düsseldorf         | Terra rossa | Andreas Vinciguerra | 7–6(4), 6-3      |
| 3.     | 29 ottobre 2007   | Lambertz Open by STAWAG, Aquisgrana | Sintetico   | Andreas Beck        | 6-4, 6-4         |
| 4.     | 27 ottobre 2008   | Lambertz Open by STAWAG, Aquisgrana | Sintetico   | Ruben Bemelmans     | 7–6(5), 7–6(3)   |
| 5.     | 14 settembre 2009 | Pekao Open 2009, Stettino           | Terra rossa | Florent Serra       | 6-4, 6-3         |

#### Finali perse (1)
| Numero | Data             | Torneo                                                             | Superficie | Sfidante in finale | Punteggio |
| 1.     | 23 febbraio 2009 | Delray Beach International Tennis Championships 2009, Delray Beach | Cemento    | Mardy Fish         | 5-7, 3-6  |

### Doppio

#### Vittorie (0)
| Legenda doppio            |
| Grande Slam (0)           |
| ATP World Tour Finals (0) |
| ATP Masters 1000 (0)      |
| ATP World Tour 500 (0)    |
| ATP World Tour 250 (0)    |
| Challengers (2)           |
| Futures (4)               |

| Numero | Data              | Torneo                        | Superficie  | Compagno           | Avversari in Finale                   | Punteggio              |
| 1.     | 31 agosto 2004    | Germany F14 2004, Norimberga  | Terra rossa | Alessandro Motti   | Tom Dennhardt Robert Jammer-Luhr      | 7–6(5), 6-1            |
| 2.     | 28 marzo 2005     | France F6 2005, Grasse        | Terra rossa | Lesley Joseph      | Mathieu Montcourt Jean-Baptiste Robin | 6-1, 6(3)–7, 6-2       |
| 3.     | 12 luglio 2005    | Germany F8 2005, Düsseldorf   | Terra rossa | Dominique Coene    | Tobias Clemens Ralph Grambow          | 3-6, 6-2, 6-0          |
| 4.     | 10 aprile 2006    | France F7 2006, Angers        | Terra rossa | Dominique Coene    | Rameez Junaid Joseph Sirianni         | 6-2, 6-4               |
| 1.     | 25 settembre 2006 | Grenoble Challenger, Grenoble | Cemento     | Tejmuraz Gabašvili | Thomas Oger Nicolas Tourte            | 7-5, 6-4               |
| 2.     | 5 ottobre 2009    | Ethias Trophy 2009, Mons      | Cemento     | Denis Istomin      | Alejandro Falla Tejmuraz Gabašvili    | 6(4)–7, 7–6(4), [11-9] |